# 李家堡镇
李家堡镇，是中华人民共和国甘肃省定西市安定区下辖的一个乡镇级行政单位。

## 行政区划
李家堡镇下辖以下地区：
李家堡村、麻子川村、花川村、双泉村、马家岔村、安家岔村、菜坪村、红川村、锦鸡村、东坡村、黄金村、南湾村、窑坡村、箍窑川村、鹿马岔村、张湾村、韩湾村、泉子村、姚家岔村、联合村和唐湾村。